# Liên hợp (thuyết acid–base)
Acid liên hợp, theo thuyết acid–base Brønsted–Lowry, là một hợp chất được hình thành khi acid cho một proton (H+
) cho base. Mặt khác, base liên hợp là chất còn lại sau khi acid đã cho proton trong một phản ứng hóa học. Do đó, base liên hợp là một chất được hình thành bằng cách loại bỏ proton khỏi acid, vì nó có thể thu được ion hydro trong phản ứng ngược. Bởi vì một số acid có thể cho nhiều proton, base liên hợp của acid có thể có tính acid.
Tóm lại, điều này có thể được biểu diễn dưới dạng phản ứng hóa học sau:
{\displaystyle {\text{acid}}+{\text{base}}\;{\ce {<=>}}\;{\text{base liên hợp}}+{\text{acid liên hợp}}}
Johannes Nicolaus Brønsted và Martin Lowry đã đưa ra thuyết Brønsted–Lowry, cho rằng bất kỳ hợp chất nào có thể cho một hợp chất khác một proton là acid, và hợp chất nhận proton là base. Nó được biểu thị bằng ký hiệu H+
 vì nó có hạt nhân nguyên tử hydro, tức là cation hydro.
Một cation có thể là một acid liên hợp và một anion có thể là một base liên hợp, tùy thuộc vào chất nào có liên quan và lý thuyết acid–base nào được sử dụng. Anion đơn giản nhất có thể là base liên hợp là electron tự do trong dung dịch trong khi acid liên hợp là hydro nguyên tử.

## Độ mạnh của acid–base liên hợp
Độ mạnh của acid liên hợp tỷ lệ thuận với hằng số phân ly của nó. Acid liên hợp mạnh hơn sẽ dễ dàng phân ly hơn, "đẩy" các proton hydro ra và có hằng số cân bằng cao hơn. Độ mạnh của base liên hợp có thể được coi là xu hướng "kéo" các proton hydro về phía chính nó.
Nếu một chất là acid mạnh thì base liên hợp của nó sẽ yếu. Mặt khác, nếu một chất là acid yếu thì base liên hợp của nó không nhất thiết phải mạnh.